# Demi Lovato/Konzerte und Tourneen

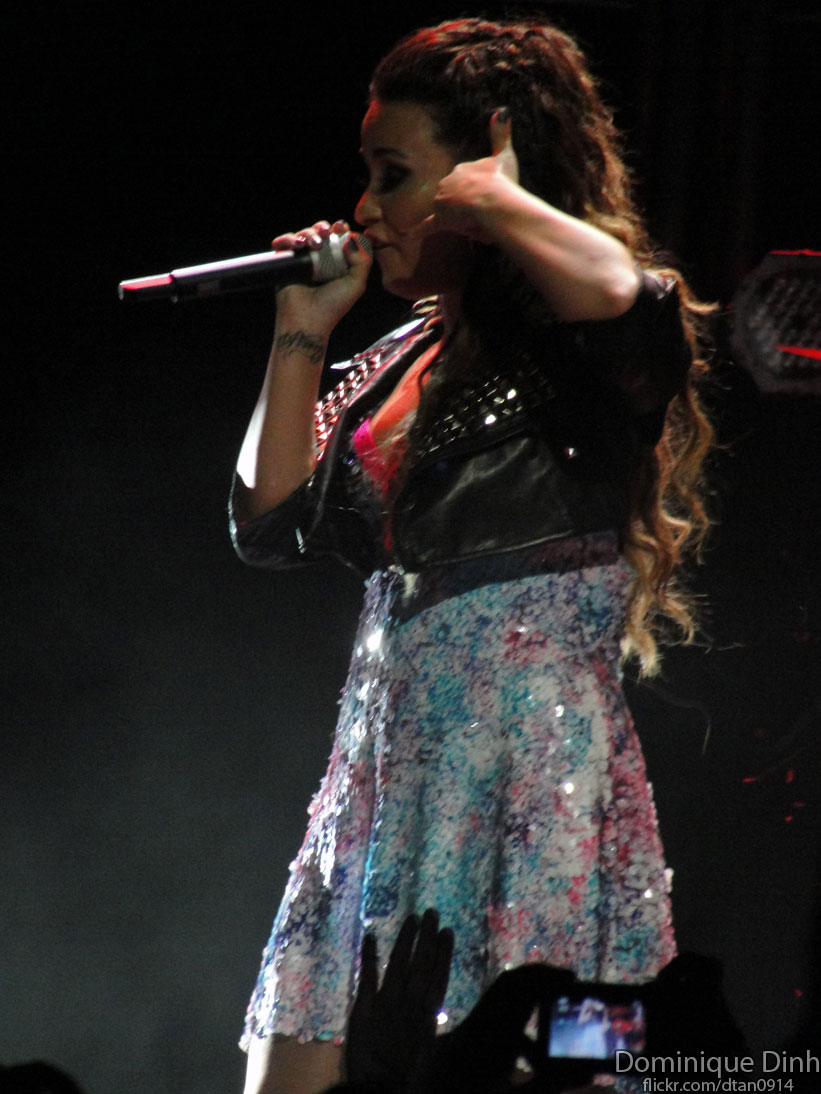
Demi Lovato während eines Konzertes der An Evening with Demi Lovato-Tour

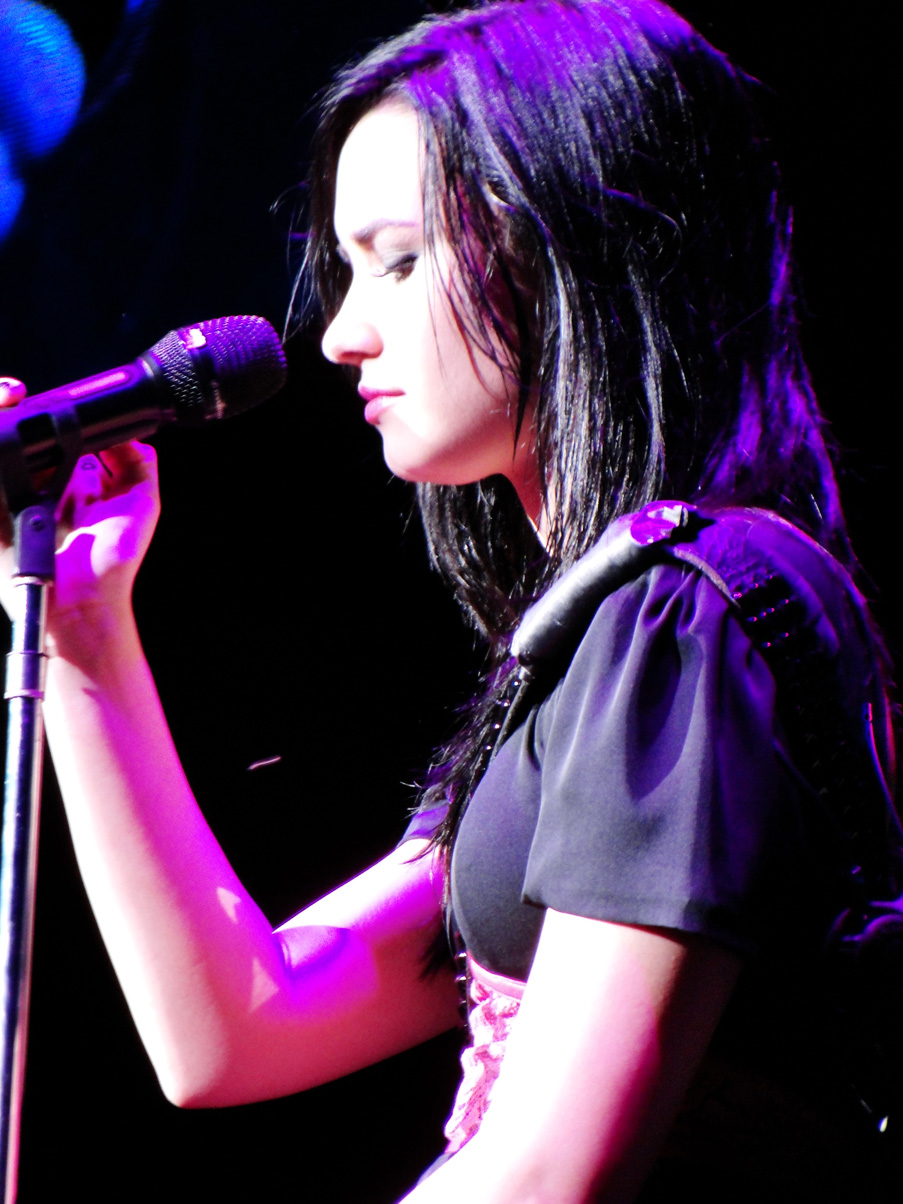
Die Summer Tour 2009

Diese Liste der Tourneen von Demi Lovato listet alle Konzerttourneen der US-amerikanischen Sängerin Demi Lovato auf. Sie besteht aus vier Headliner-Tourneen und drei Konzertreihen, bei denen sie als Vorgruppe fungierte. Die Konzerte der An-Evening-with-Demi-Lovato-Tour werden deshalb auch als Dankeschön-Konzerte tituliert.

## Tourneen

### Headliner
| Jahr | Titel                            | Zeitraum                                                                          | Anzahl der Auftritte |
| --- | -------------------------------- | --------------------------------------------------------------------------------- | -------------------- |
| 2008 | Demi Live! Warm Up Tour          | 1. Juni 2008 – 21. Dezember 2008 (Nordamerika, Karibik)                           | 17                   |
| Diese Tour begann am 1. Juni 2008 in Hershey, Vereinigte Staaten. Sie umfasste 17 Konzerte, von denen 16 in den Vereinigten Staaten und eine in Puerto Rico stattfanden. Die Setlist enthielt hauptsächlich Songs von Lovatos Debütalbum Don’t Forget. Am 21. Dezember 2008 endete die Tournee in San Juan, Puerto Rico.                                                              |                                  |                                                                                   |                      |
| 2009/2010 | Summer Tour 2009                 | 21. Juni 2009 – 28. Mai 2010 (Nordamerika, Europa, Südamerika)                    | 48                   |
| Die Tour begann am 21. Juni 2009, endete am 28. Mai 2010 und umfasste 48 Konzerte. Sie war in drei Teile aufgeteilt: Summer Tour 2009, Fall Tour 2009 und South America Tour 2010. Die Konzerte fanden in Nordamerika und Südamerika statt, außerdem gab Lovato ein Konzert in Manchester, England.                                                                                   |                                  |                                                                                   |                      |
| 2011 | An Evening with Demi Lovato      | 17. September 2011 – 23. September 2011 (Nordamerika)                             | 2                    |
| Diese Tour umfasste nur zwei Shows, welche in New York City und Los Angeles stattfanden. Sie waren Werbeauftritte, die der A-Special-Night-with-Demi-Lovato-Tour vorangingen, und die erste Tour der Künstlerin, seit sie im November 2010 die Tour mit den Jonas Brothers abgebrochen hatte.                                                                                         |                                  |                                                                                   |                      |
| 2011/2012 | A Special Night with Demi Lovato | 16. November 2011 – 3. Mai 2012 (Nordamerika, Karibik, Südamerika, Mittelamerika) | 36                   |
| Am 16. November 2011 begann diese Tour, die das Album Unbroken promoten sollte. Sie fand zunächst in den USA und Puerto Rico statt und beinhaltet 11 Konzerte, wurde anschließend allerdings nach und nach um weitere Termine erweitert. Als Vorband wurde Lovato von der amerikanischen Musikgruppe We the Kings begleitet, mit der sie 2010 auch schon einen Song zusammen aufnahm. |                                  |                                                                                   |                      |
| 2012 | Summer Tour 2012                 | 12. Juni 2012 – 1. September 2012 (Nordamerika)                                   | 21                   |
| Ende April verkündete Lovato die Termine für diese Tour, bei der sie von der Band Hot Chelle Rae sowie von Owl City begleitet wird. Lovato wird dabei in den USA und in Kanada auftreten. |                                  |                                                                                   |                      |
| 2014 | Neon Lights Tour                 | 9. Februar 2014 – 16. Juni 2014 (Nordamerika, Südamerika, Europa)                 | 44                   |
| Die Tour umfasste Konzerte in Nord- und Südamerika, sowie in Europa. Vorgruppen waren Fifth Harmony, Little Mix, Daniella Mason und Cher Lloyd. |                                  |                                                                                   |                      |
| 2014/2015 | Demi World Tour                  | 26. September 2014 – 16. Oktober 2015 (Nordamerika, Europa, Ozeanien, Asien)      | 44                   |
| Auf ihrer ersten Welttournee trat Lovato auf vier Kontinenten auf. Als Vorgruppen dienten unter anderem Christina Perri und Becky G. |                                  |                                                                                   |                      |
| 2016 | Future Now Tour                  | 24. Juni 2016 – 17. September 2016 (Nordamerika)                                  | 44                   |
| Lovato kündigte die Tour gemeinsam mit Nick Jonas am 26. Oktober 2015 an. Lovato und Jonas treten die Tour gemeinsam an und werden in den USA und in Kanada auftreten. |                                  |                                                                                   |                      |
| 2018 | Tell Me You Love Me Tour         | 26. Februar 2018 – 27. November 2018 (Nordamerika, Europa, Südamerika)            | 51                   |
| Demi Lovato sang Songs aus ihrem aktuellen Album und hatte in Nordamerika DJ Khaled, Kehlani, Iggy Azalea und Lauv als Vorband, in Europa Jax Jones und Joy sowie Becky G in Südamerika. |                                  |                                                                                   |                      |

### Als Gastmusikerin
| Jahr | Titel                                          | Zeitraum                                                                     | Anzahl der Auftritte |
| --- | ---------------------------------------------- | ---------------------------------------------------------------------------- | -------------------- |
| 2008/2009 | Burnin’ Up Tour                                | 4. Juli 2008 – 22. März 2009 (Nordamerika, Karibik)                          | 48                   |
| Bei dieser Tournee unterstützte Lovato die amerikanische Band Jonas Brothers. Das erste Konzert der Tour wurde am 4. Juli 2008 in Toronto gespielt, das letzte am 22. März 2009 in San Juan. Über die Tour existiert ein Konzertfilm namens Jonas Brothers: The 3D Concert Experience, in welchem Lovato ebenfalls zu sehen ist.                                                |                                                |                                                                              |                      |
| 2009 | Jonas Brothers World Tour 2009                 | 18. Mai 2009 – 13. Dezember 2009 (Nordamerika, Südamerika, Karibik, Europa)  | 86                   |
| Bei der ersten Welttournee der Jonas Brothers war Lovato ebenfalls im Vorprogramm aktiv. Sie begleitete die Band in Südamerika und Europa, wobei sie auch bei dem Konzert in Köln dabei war. Außerdem war sie Überraschungsgast bei der Show in Toronto. Sie spielte überwiegend Lieder ihres Debütalbums, doch auch Songs vom Nachfolge-Album Here We Go Again waren zu hören. |                                                |                                                                              |                      |
| 2010 | Jonas Brothers Live in Concert World Tour 2010 | 7. August 2010 – 18. November 2010 (Asien, Karibik, Südamerika, Nordamerika) | 47                   |
| Diese Tour diente hauptsächlich der Promotion des zweiten Camp Rock Films. Sie umfasste 47 Konzerte, die auf vier Kontinenten stattfanden. Internationale Aufmerksamkeit errang Lovato, als sie Ende Oktober die Tour abbrach, um sich in eine Klinik einweisen zu lassen. |                                                |                                                                              |                      |